# منتخب أوكرانيا لسباعيات الرغبي
منتخب أوكرانيا لسباعيات الرغبي هو ممثل أوكرانيا الرسمي في المنافسات الدولية في سباعيات الرغبي.